# General Electric J79
El General Electric J79 es un turborreactor de flujo axial construido para su uso en una variedad de aviones tanto cazas como bombarderos. Fabricado por General Electric Aircraft Engines y bajo licencia por otras compañías en todo el mundo, fue uno de los primeros motores diseñado en los Estados Unidos que sobrepasó en prestaciones a los diseños británicos,[cita requerida] que habían liderado hasta entonces el campo de los reactores.
Una simplificada versión civil, designada CJ805, se usó en el Convair 880, mientras que un derivado turbofan, el CJ805-23, motorizó a los Convair 990 de líneas aéreas y a un solo Sud Aviation Caravelle que se usó como prototipo para el mercado estadounidense.